# Linaria arvensis
Linaria arvensis är en grobladsväxtart som först beskrevs av Carl von Linné, och fick sitt nu gällande namn av René Louiche Desfontaines. Linaria arvensis ingår i släktet sporrar, och familjen grobladsväxter. Inga underarter finns listade i Catalogue of Life.

## Bildgalleri

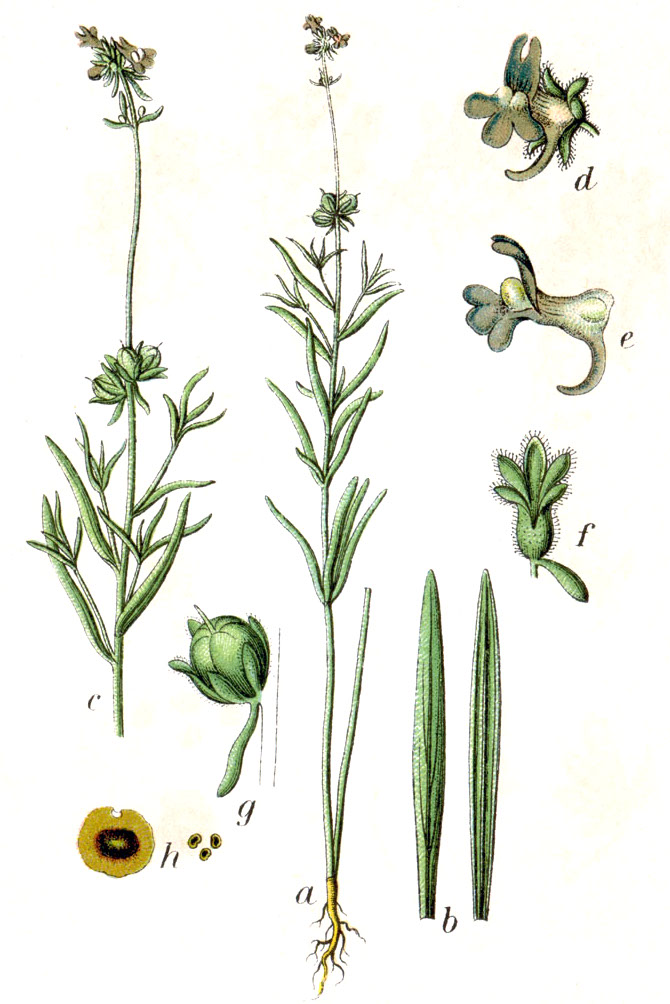
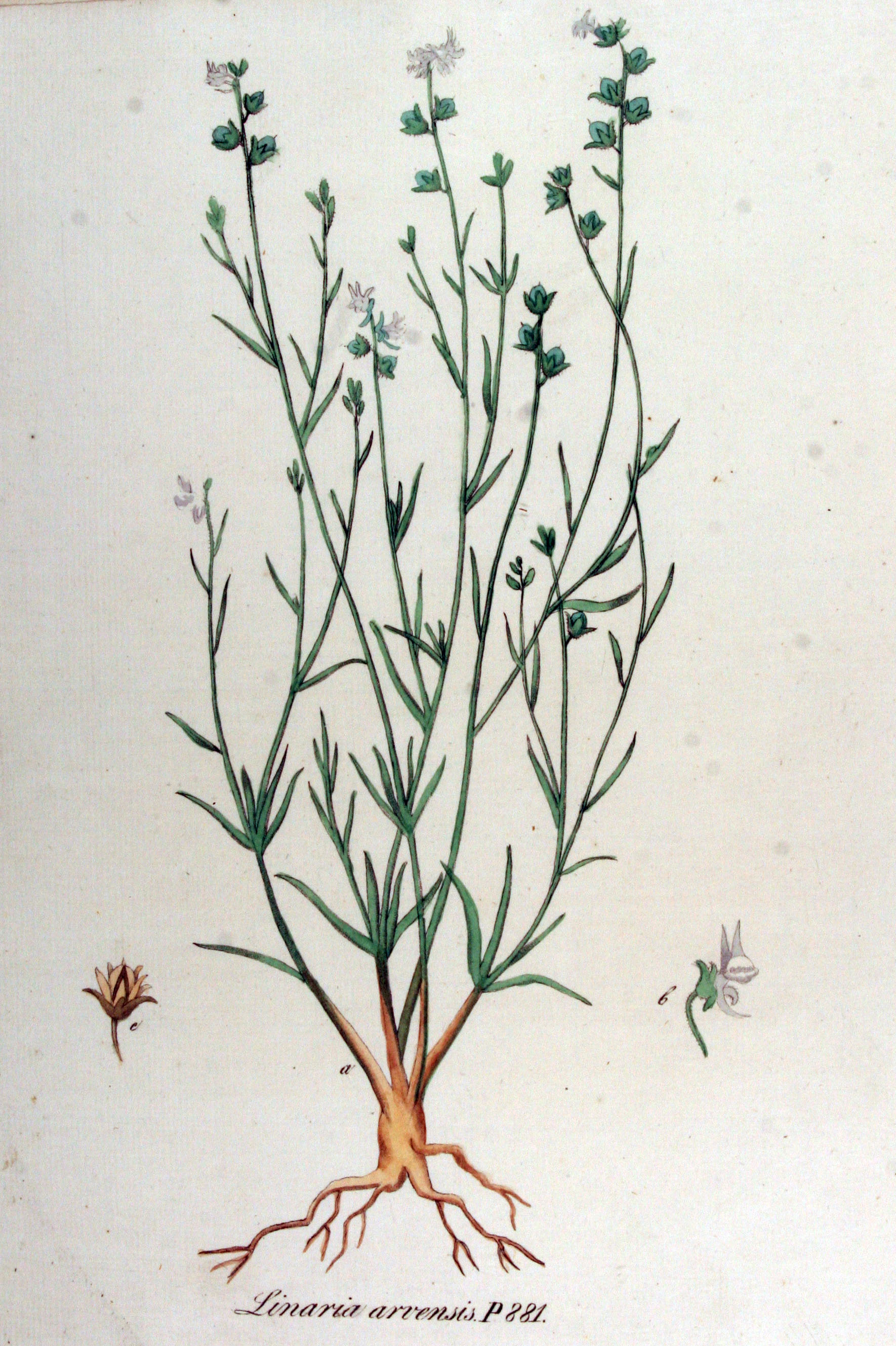